# Storfyrstendømmet Tver
Fyrstendømmet Tver blev oprettet i 1246 og eksisterede frem til 1485, hvor Storfyrstendømmet Moskva får kontrol med Tver.
De første skriftlige kilder om Tver er dateret 1135. Oprindelig en af Republikken Novgorods mindre handelspladser, som kom under storfyrsten af Vladimir-Suzdals kontrol i 1209. I 1246 overdrog Alexander Nevskij fyrstendømmet til sin yngre bror Jaroslav Jaroslavitj, der blev stamfar til den lokale fyrsteslægt. Fire af dem blev dræbt af Den Gyldne Horde og helgenforklaret af den russisk-ortodokse kirke.
Fyrstendømmet Tver, der tidligere havde været dækket skov og mose, blev hurtigt forvandlet til et af de rigeste og mest folkerige russiske fyrstedømmer. Da området var svært tilgængeligt for de mongolske horder under Batu Khan, var der en stor tilstrømning af befolkningen fra den hærgede syd. Ved udgangen af århundredet, var fyrstendømmet klar til at kappes med Moskva om herredømmet i Rusland. Både Tver og Moskva var unge byer, så resultatet af deres rivalisering var langt fra sikker.
Mikhail, storfyrsten af Tver, der besteg tronen i Vladimir i 1305 var en af de mest elskede af de middelalderlige russiske fyrster. Hans åbne konflikt med Den Gyldne Horde førte til mordet på ham i 1318. Hans søn Dmitrij Mikhailovitj lykkedes at indgå en alliance med den mægtige storfyrstendømme Litauen, og sikrede Tver en styrket placering.
Forbitrede over Dmitrijs indflydelse, intrigerede storfyrst Ivan 1. af Rusland af Moskva mongolernes mord på ham i 1326. Efter mordet rejste byen sig til oprør mod Den Gyldne Horde. Horden gjorde fælles sag med moskovitter og undertrykte brutalt oprøret. Mange borgere blev dræbt, gjort til slaver eller deporteret. Dette var skæbnesvangert Tver-fyrsternes forhåbninger om herredømmet i Rusland.
I anden halvdel af 1300-tallet blev Tver yderligere svækket af kampe om magten mellem dets fyrster. To ledende grene af fyrstefamilien, Vasilij af Kasjin og Vsevolod af Cholm, hævdede begge deres ret til storfyrste titlen. Deres krav blev bakket op af Storfyrstendømmet Moskva og i sidste ende blev striden afgjort ved Kremls domstol.
Under den store feudale opstand 1425 til 1453 i Storfyrstendømmet Moskva, steg Tver betydning og indgik en forsvarsalliance med storfyrstendømme Litauen, Republikken Novgorod, Byzans, og Den Gyldne Horde. Storfyrst Boris af Tver sendte en af sine mænd, Afanasij Nikitin, for at søge efter guld og diamanter så langt væk som Indien. Nikitins rejsebeskrivelse fra 1466-1472 er formentlig den første førstehåndsberetning om Indien af en europæer.
Mikhail Borisovitj (1453—1505), søn af Boris af Tver, blev den sidste storfyrste af Tver. Den 12. september 1485 indtog storfyrst Ivan 3. af Moskva byen. Fyrstendømmet blev givet som apanage til Ivans barnebarn, kun for at blive afskaffet nogle årtier senere. Sidste arvtager fra fyrstefamilien blev henrettet af Ivan den Grusomme under Opritsjnina. Under den turbulente tid blev Tver regeret af Simeon Bekbulatovitsj, en tidligere khan af Kasimov.